# Adrien Tambay

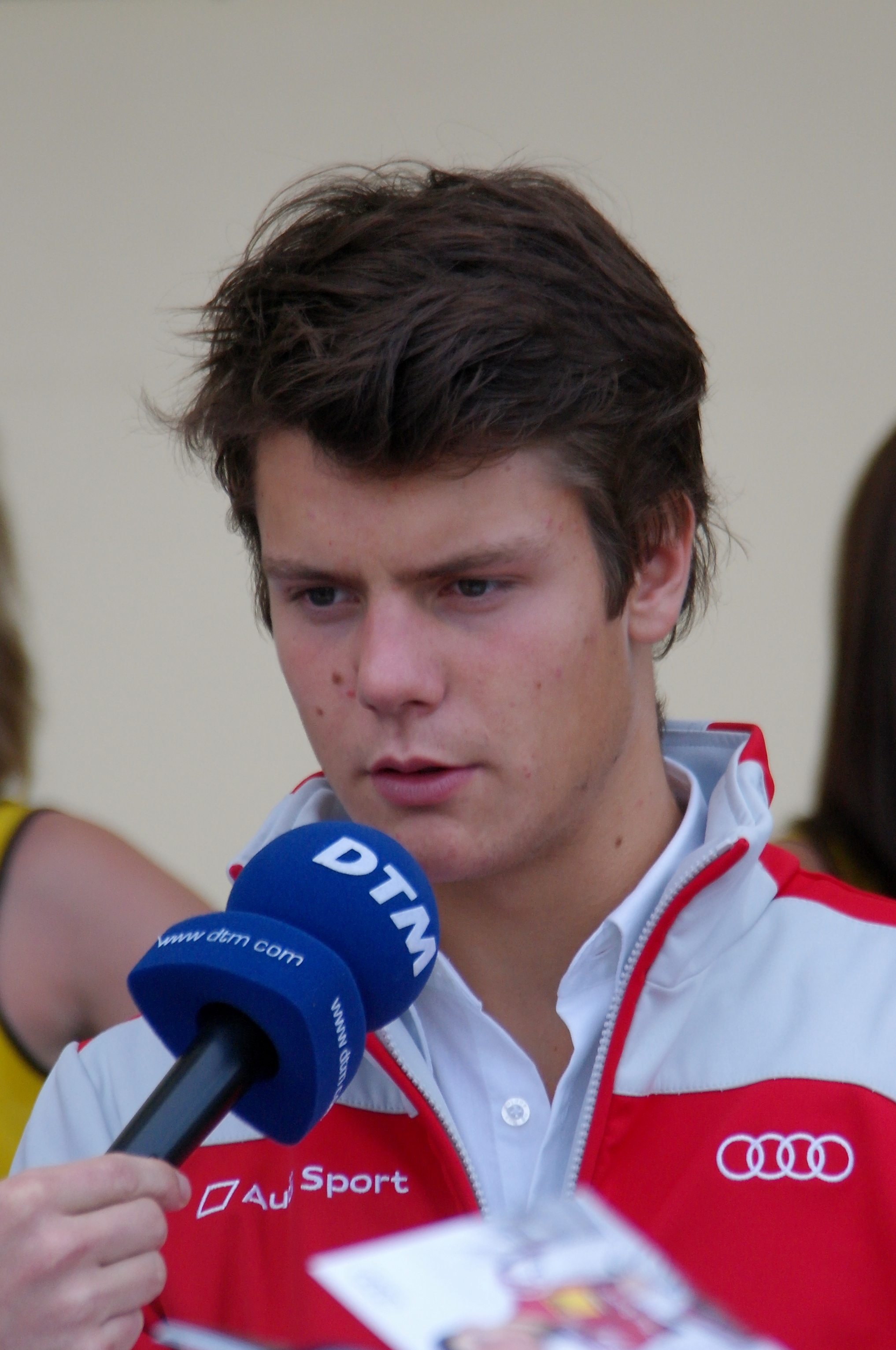
Adrien Tamba (2012)

Adrien Tambay (Parijs, 25 februari 1991) is een Frans autocoureur. Hij is de zoon van voormalig Formule 1-coureur Patrick Tambay, die twee Grands Prix won voor Ferrari in het begin van de jaren 80.

## Carrière

### Formule BMW
Tambay begon zijn carrière in de Duitse Formule BMW ADAC, waarin hij als vierde finishte. Hij stapte over naar het nieuwe Europese kampioenschap in 2008, waar hij als derde eindigde achter Esteban Gutiérrez en Marco Wittmann.

### Formule 3
In 2009 reed Tambay in de Formule 3 Euroseries voor het team ART Grand Prix. Hij miste de rondes op Oschersleben en de Nürburgring van de Euroseries en ook een uitnodiging van het Britse Formule 3-kampioenschap op Spa omdat hij een hoofdblessure overhield aan een potje voetbal. Hij eindigde de Euroseries puntloos met als beste resultaat een zevende plek op zowel de Lausitzring als de Norisring.

### Auto GP
In 2010 rijdt hij in de Auto GP voor het team Charouz-Gravity Racing.

### GP3
Ook in 2010 vervangt Tambay James Jakes bij de ronde op de Hungaroring in de GP3 Series Hij rijdt hierbij voor Manor Racing.